# بعيدا عن الجنة (فلم)
بعيدا ًعن الجنة (بالإنجليزية: Far from Heaven) فيلم دراما أمريكي أُنتِج في سنة 2002، من إنتاج وكتابة تود هينز، وبطولة كل من: جوليان مور، دينيس كويد، دنيس هايسبيرت وباتريسيا كلاركسون.

## روابط خارجية
- مقالات تستعمل روابط فنية بلا صلة مع ويكي بيانات